# Adres van Antwoord
Het Adres van Antwoord was een van 1815 tot 1906 bestaande officiële reactie van de Nederlandse Staten-Generaal op de Troonrede (Adres van Aanspraak).

## Geschiedenis

### 1815 - 1848
In de opgestelde Grondwet van 1814 werd opgenomen dat de koning voor de verenigde vergadering van de Staten-Generaal de troonrede (Adres van Aanspraak) zou uitspreken. De volgende dag was het aan de Staten-Generaal om een antwoord op de Aanspraak van de koning te formuleren en dat deden ze in het Adres van Antwoord. De grondwet bevatte hiervoor geen formaliteiten. Door dit gebrek aan richtlijnen werd er discussie gevoerd over hoe de Staten-Generaal de Aanspraak moest beantwoorden. Het allereerste Adres van Antwoord in 1815 werd direct door de voorzitter van de Verenigde Vergadering beantwoord.
Het jaar daarop liepen de wensen van de twee Nederlandse kamers uiteen. De Eerste Kamer wilde een eigen Adres opstellen en aanbieden aan Willem I der Nederlanden, maar de Tweede Kamer wilde een gezamenlijk antwoord opstellen omdat zij ook zo geadresseerd werden door de koning. Vanwege het gebrek aan een reglement stelde de Tweede Kamer het Adres op zonder overleg met de Eerste Kamer. Een redactiecommissie stelde hier een ontwerp voor op die door de Afdelingen van de Kamer werden onderzocht. Na goedkeuring van de Tweede Kamer kon de Eerste Kamer het adres aannemen of verwerpen. Als ook de Eerste Kamer het Adres had goedgekeurd reisde er een gemengde commissie naar het paleis af om het Adres aan te bieden.
De voortrekkersrol van de Tweede Kamer leidde tot wrevel bij de Eerste Kamer. In 1818 werd een klein compromis bereikt tussen de twee kamers. Zo werd er bepaald dat de commissie van ontvangst uit de Verenigde Vergadering het Adres overbracht naar de koning, maar de delegatie van de Tweede Kamer mocht de delegatie van de Eerste Kamer niet in rang overstijgen. Ook gaf de Eerste Kamer aan dat ze graag wensten mee te praten over de inhoud van het Adres. Beide kamers kwamen hierover in een patstelling en na het koninklijk besluit van 1820 nam de Eerste Kamer de gewoonte aan om de voorlopige werkwijze met enig gemor te handhaven. Historicus Lauren Lauret noemt de ruzie over het Adres van Antwoord tussen beide kamers een "vroegmoderne rangenstrijd".
Eind jaren twintig raakte de Tweede Kamer met enige regelmaat in de clinch met Willem I over de troonrede. In het Adres van 1828 hadden de leden van de Tweede Kamer kritische noten geuit tegen het aangekondigde regeringsbeleid van Willem I. De Aanspraak en het Adres van 1828 worden dan ook gezien als een keerpunt in het rituele verkeer tussen de Staten-Generaal en de koning. Het jaar daarop stemde dertien leden van de Eerste Kamer tegen het Adres waarin de Kamer de tienjarige begroting afkeurde. De vermaningen van de Kamer hadden geen effect op het beleid van koning Willem I. Na het uitbreken van de Belgische Revolutie in augustus 1830 riep Willem I een maand later een bijzondere vergadering van de gehele Staten-Generaal bijeen. De Tweede Kamer deed er vervolgens twee dagen over om hun Adres van Antwoord te formuleren. Charles-Alexandre de Gavre bracht het laatste Adres van Antwoord van de Verenigde Nederlanden over aan Willem I.
Het Adres van Antwoord werd ook besproken tijdens de grondwetsherziening van 1840. Het nieuw tot de Kamer toegetreden lid Johan Rudolph Thorbecke stelde een amendement op het Adres voor. Hij vond dat de tekst moest verklaren dat de grondwet het plechtanker van Neerlands vrijheid en volksgeluk "moet zijn" in plaats van dat het dat "is". De redactiecommissie nam dit voorstel niet over. Tijdens het koningschap van Willem II dat volgde klonk in het Adres van Antwoord steeds sterker de roep om een nieuwe grondwetsherziening door. In 1844 sprak Willem II in zijn Aanspraak in het geheel niet over een grondwetswijziging . Hierop besprak de Tweede Kamer voor het eerst in haar bestaan het Adres in het openbaar. De Tweede Kamer wilde in het Adres aanstippen dat er een grondwetsherziening moest komen, maar de Eerste Kamer was van mening dat er in het Antwoord alleen maar dingen aangestipt mochten worden die in de Aanspraak benoemd werden. Dit keer was het verschil tussen beide Kamers onoverbrugbaar en verkreeg Willem II geen Adres van Antwoord.
Willem II vond het uitblijven van een Antwoord wel prettig en in een volgende Adres van Aanspraak liet hij ook weten dat hij niet op een Antwoord zat te wachten. De Staten-Generaal antwoordde niettemin. De Grondwetsherziening van 1848 maakte een einde aan de strijd tussen de Kamers over het Adres van Antwoord. Beide Kamers kregen het recht om in een apart Adres de Aanspraak te beantwoorden. Ook werd in de grondwet vastgelegd dat de debatten hierover in het openbaar gevoerd moesten worden.

### 1848 - 1945
Direct na de grondwetsherziening kreeg het Adres van Antwoord een belangrijk politiek karakter. In 1849 sprak het Adres van Antwoord uit dat er gebrek was aan overeenstemming tussen de Tweede Kamer en de ministersploeg van Willem II. Het Adres werd met 49 stemmen voor en 5 tegen aangenomen en leidde tot het ontslag van het Kabinet-De Kempenaer-Donker Curtius. In de loop der tijd liet de Kamer in het Adres van Antwoord weten welke voorstellen wenselijk en minder wenselijk werden geacht. Op deze manier groeide het debat over het Adres van Antwoord uit tot een voorloper van de algemene politieke beschouwingen, met name bij het eerste Adresdebat van het nieuw aangetreden Kabinet-Van der Brugghen in 1856.
Het Adres van Antwoord leidde in 1877 ook tot de val van het Kabinet-Heemskerk-Van Lynden van Sandenburg. In het Adres werd aangedrongen op het herzien van de wet voor lager onderwijs. Over het uitblijven van het voornemen daartoe werd vermeld dat dit tot "'diep gevoelde teleurstelling" had geleid. Het kabinet beschouwde deze woorden als een Motie van wantrouwen. In de jaren tachtig en negentig van de negentiende eeuw werd er ook enkele malen vergaderd over de door Kamerleden ingediende amendementen. Zo stelde Samuel van Houten in 1880 een wijziging van de grondwet voor om de uitbreiding van het kiesrecht mogelijk te maken.
Aan het einde van de negentiende eeuw nam het belang van het Adres van Antwoord af en kwam de betekenis steeds meer te liggen bij het algemene debat van de ingediende begroting. In 1906 zag de Tweede Kamer dan ook af van het Adres van Antwoord. In 1911 trachtte Pieter Jelles Troelstra nog een Adres voor te stellen waarin hij de kiesrechtkwestie aan de orde wilde stellen. Alexander de Savornin Lohman wees het verzoek tot het debat hierover af. In 1918 deden de socialisten en communisten een nieuwe poging om een Adres van Antwoord voor te stellen. Deze wilden een debat houden over het regeringsbeleid, met name over levensmiddelenvoorziening en buitenlands beleid. Er kwam wel een debat, maar een Adres van Antwoord werd afgewezen.
Tot aan 1945 zou de Eerste Kamer nog een Adres van Antwoord opstellen. In haar laatste Adres sprak de Kamer haar dankbaarheid uit over het einde van de oorlog, het herstel van de parlementaire democratie en het feit dat koningin Wilhelmina voor het eerst in zes jaar weer een troonrede had uitgesproken.